# 重宗和伸
重宗 和伸（しげむね かずのぶ、1896年7月27日 - 1971年12月4日）は、日本の映画監督、映画プロデューサーである。本名の重宗務での活動も多い。

## 来歴・人物
第二次世界大戦前の松竹蒲田撮影所で、本名の-務（-つとむ）名義で40本あまりのサイレント映画を監督し、その後、東京発声映画製作所の設立に参加して同所の所長となり、トーキー映画の監督作を発表した。和伸名はおもにプロデューサーで、豊田四郎、阿部豊らの作品をプロデュースした。義弟は映画監督・脚本家の村田武雄。
1896年（明治29年）7月27日、山口県玖珂郡岩国町（現在の同県岩国市）に生まれる。2歳上の兄は、明電舎社長で、のちの参議院議長・重宗雄三である。上京して東京府立第一中学校（のちの東京都立日比谷高等学校）を卒業、1918年（大正7年）に早稲田大学英文科に入学するも、演劇に没頭しまもなく中退した。
1923年（大正12年）、創立3周年を迎えた松竹キネマ蒲田撮影所に入社、同撮影所長の野村芳亭に師事、同年9月1日の関東大震災後、蒲田の機能を松竹下加茂撮影所へ移したころに入社した五所平之助が、重宗の下の助監督についた。翌1924年（大正13年）の初めには蒲田撮影所の機能が復興し、野村たち現代劇部は蒲田に戻るが、柳さく子とのスキャンダルで野村は所長を降りることになる。同年7月、野村監督の『大尉の娘』の地方でのロケーション撮影の帰りの列車の中で、助監督をつとめた重宗と五所に、師の野村は「柳をくれぐれもたのむ」と言って、一介の監督としてふたたび下加茂へと去った。
1925年（大正14年）、重宗と五所はほぼ同時に監督に昇進するが、後輩の五所が先に『空は晴れたり』で5月末に監督デビュー、2か月遅れて重宗は『郊外の家』で7月に監督としてデビューした（「重宗務」名義）。どちらも野田高梧のオリジナル脚本、押本映二の主演作であった。40本あまりもの作品を監督してきたが、後輩の五所が1931年（昭和6年）に「国産初の本格的トーキー第1作」と銘打った『マダムと女房』を手がけているというのに、自分にはなかなかトーキーを撮らせてくれない城戸四郎所長の体制に嫌気が差し、1933年（昭和8年）の吉屋信子原作、筑波雪子・逢初夢子主演の『理想の良人』を最後に重宗は同社を退社、日活多摩川撮影所へ移籍する。
その後、1935年（昭和10年）3月、日活資本により「東京発声映画製作所」が設立され、重宗はその所長に就任、企画製作部長には日活多摩川にいたマキノ・プロダクション（正確にはマキノ傘下の勝見庸太郎プロダクション）出身の、八田尚之が就任した。まもなく重宗と同様の動機で豊田四郎が松竹蒲田を退社、同社に入社した。
1937年（昭和12年）3月、同社は日活と手を切り、東宝（当時は「東宝映画配給」）の協力を得て、東京市世田谷区世田谷4丁目（現在の同区桜3丁目、のちの新東宝第二撮影所、現在のオークラランド）に自社のトーキースタジオを完成、重宗も豊田も監督作を発表した。また、自らの監督作『波止場やくざ』の脚本に、妻の実弟村田武雄を起用、のちに監督としてデビューさせている。1938年（昭和13年）、「和伸」と改名し、プロデューサーに回り、豊田四郎と阿部豊の作品を製作した。1941年（昭和16年）には、東京発声は「東宝映画」と合併した。
戦後、1948年（昭和23年）からは、創立2周年を迎えた鎌倉アカデミアの映画科で教鞭を執った。晩年は事故に遭い、松葉杖をつく暮らしであった。1971年（昭和46年）12月4日、病気により死去した。75歳没。

## 関連事項
- 松竹蒲田撮影所 （野村芳亭、城戸四郎）
- 日活多摩川撮影所 （根岸寛一）
- 東京発声映画製作所 （豊田四郎、八田尚之、八木保太郎、阿部豊）
- 東宝映画配給 - 東宝映画 （小林一三）
- 鎌倉アカデミア （三枝博音）

## 註
1. 1 2 3 4 5 6  『日本映画監督全集』（キネマ旬報社、1976年）の「重宗和伸」の項（p.197）を参照。同項執筆は岸松雄。
2. ↑  『日本映画監督全集』（キネマ旬報社、1976年）の「八田尚之」の項（p.318）を参照。同項執筆は清水晶。